# Свети Георги (Филиро)
„Свети Георги“ (на гръцки: Ι. Ν. Αγ. Γεωργίου Φιλύρου) е църква в солунското предградие Филиро (Ялиджик), Гърция, енорийски храм на Неаполската и Ставруполска епархия.
Църквата е разположена в центъра на Филиро, на булевард „Елевтерия“. Основният камък е положен в 1981 година. Външното изграждане и вътрешното оформление на храма продължава 12 години. Открит е на 20 юли 1993 година от митрополит Дионисий Неаполски и Ставруполски. В архитектурно отношение е кръстообразен храм с купол.